# Культ личности Адольфа Гитлера

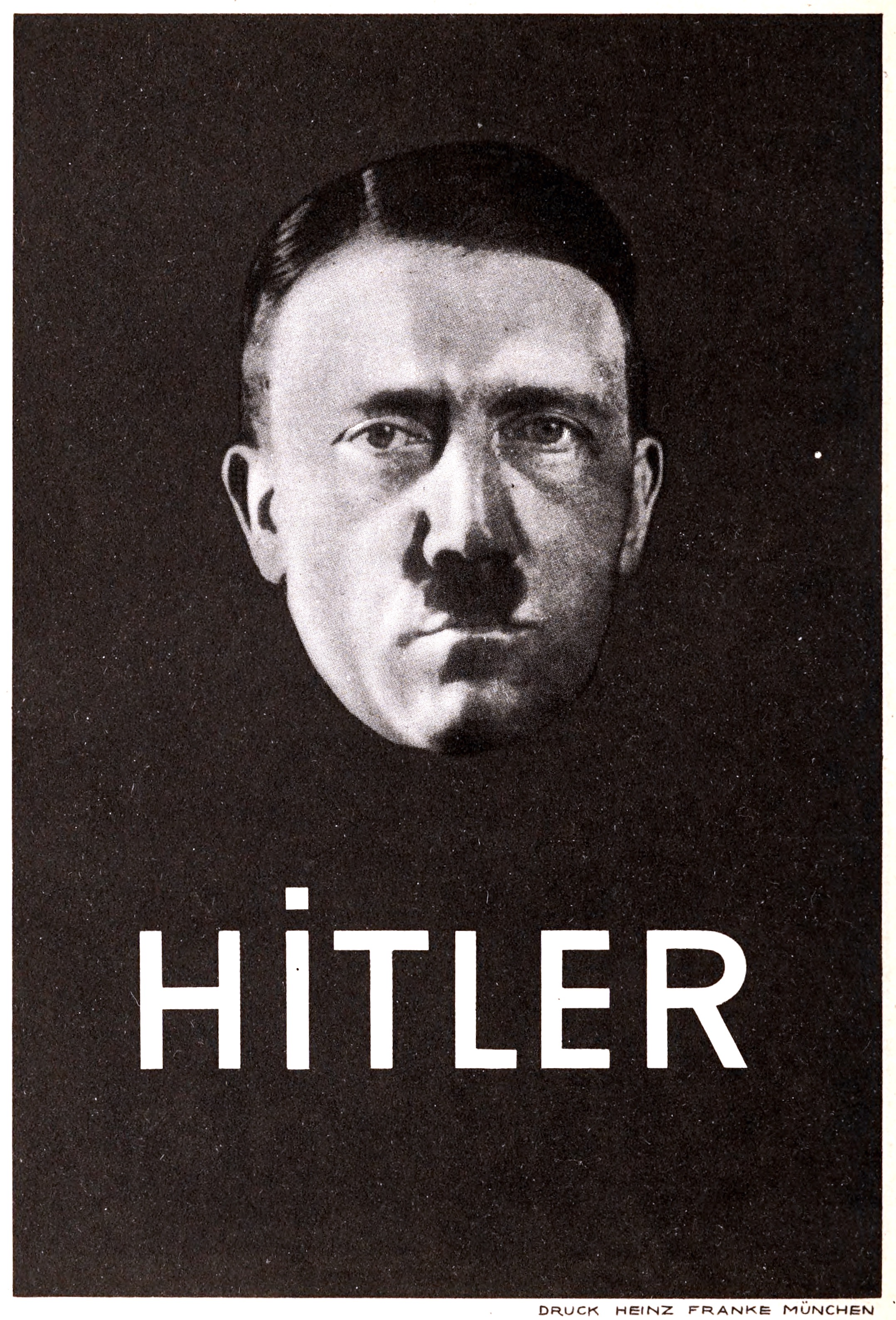
Нацистский пропагандистский плакат с изображением Гитлера, использовавшийся во время президентской избирательной кампании в Германии в 1932 году

Культ личности Адольфа Гитлера был отличительной чертой нацистской Германии (1933—1945), который зародился в 1920-х годах. На основе принципа фюрера о том, что лидер всегда прав, провозглашённого нацистской пропагандой и подкреплённого успехом Адольфа Гитлера в решении экономических проблем Германии, его «бескровными» победами во внешней политике до Второй мировой войны и быстрыми военными успехами в Польше и Франции, он в конечном итоге стал центральной фигурой во всей Германии.
Миф о Гитлере как о непогрешимом многогранном гении с героическими, почти сверхчеловеческими качествами приближался к обожествлению. Он использовался как инструмент для объединения немецкого народа вокруг личности, мнений и целей Гитлера.

## Исторический контекст
Нацизм возник в результате развития и радикализации немецкого национализма и национального романтизма. Этнический национализм появился в Германии на рубеже XVIII—XIX веков, когда страна была раздроблена. В его основе лежала идея культурного единства всех немцев независимо от государственной принадлежности. Теоретически это обосновал Иоганн Гердер, первым приписавший культуре черты индивида. Основу германского национализма составляло холистическое представление о населении, которое объединено общими языком и культурой и представляет собой своего рода единый организм, наделённый общей духовностью и общим психическим складом, что отличает его от таких же характеристик других народов. Духовность передаётся из поколения в поколение, то есть якобы наследуется биологическим путём и связывает народ с определённым физическим обликом. Эта связь обусловливает большую глубину и непрерывность истории народа, что позволяет искать его корни в далёком прошлом. Распространено представление, что именно в отдалённом прошлом народ обладал первозданной культурной и биологической чистотой.
Имея общий «дух», народ должен иметь и общие интересы, разделять единую идеологию. Радикальный национализм (интегральный национализм) признаёт деление общества на социальные группы или классы, но рассматривает их в качестве функциональных категорий, работающих на общее дело. Идеальной политической организацией считается единое общенародное государство с одной партией и одним лидером, что должно исключить борьбу классов. В нацизме эта идея выражена в лозунге: «Один народ, одна партия, один фюрер». До нацизма сходную позицию занимали русские черносотенцы. Культуры народов представляются как строго локальные, развивающиеся своим путём и неспособные достичь полного взаимопонимания по причине различного «народного духа».

## Образ Адольфа Гитлера в пропаганде и СМИ
Начиная с первых лет существования нацистской партии, нацистская пропаганда изображала нацистского лидера Адольфа Гитлера как вождя, который был единственным человеком, способным спасти Германию. После окончания Первой мировой войны и в межвоенный период немецкий народ сильно пострадал от последствий войны, и по мнению нацистов, только Гитлер мог спасти его и восстановить величие Германии, что в свою очередь, породило миф о «фюрере». Уже через несколько дней после «Марша на Рим» Бенито Муссолини 28 октября 1922 года глава нацистской партии объявил толпе в пивной, что «Германского Муссолини зовут Адольф Гитлер», тем самым усилив гитлеровский культ личности, который только зарождался.

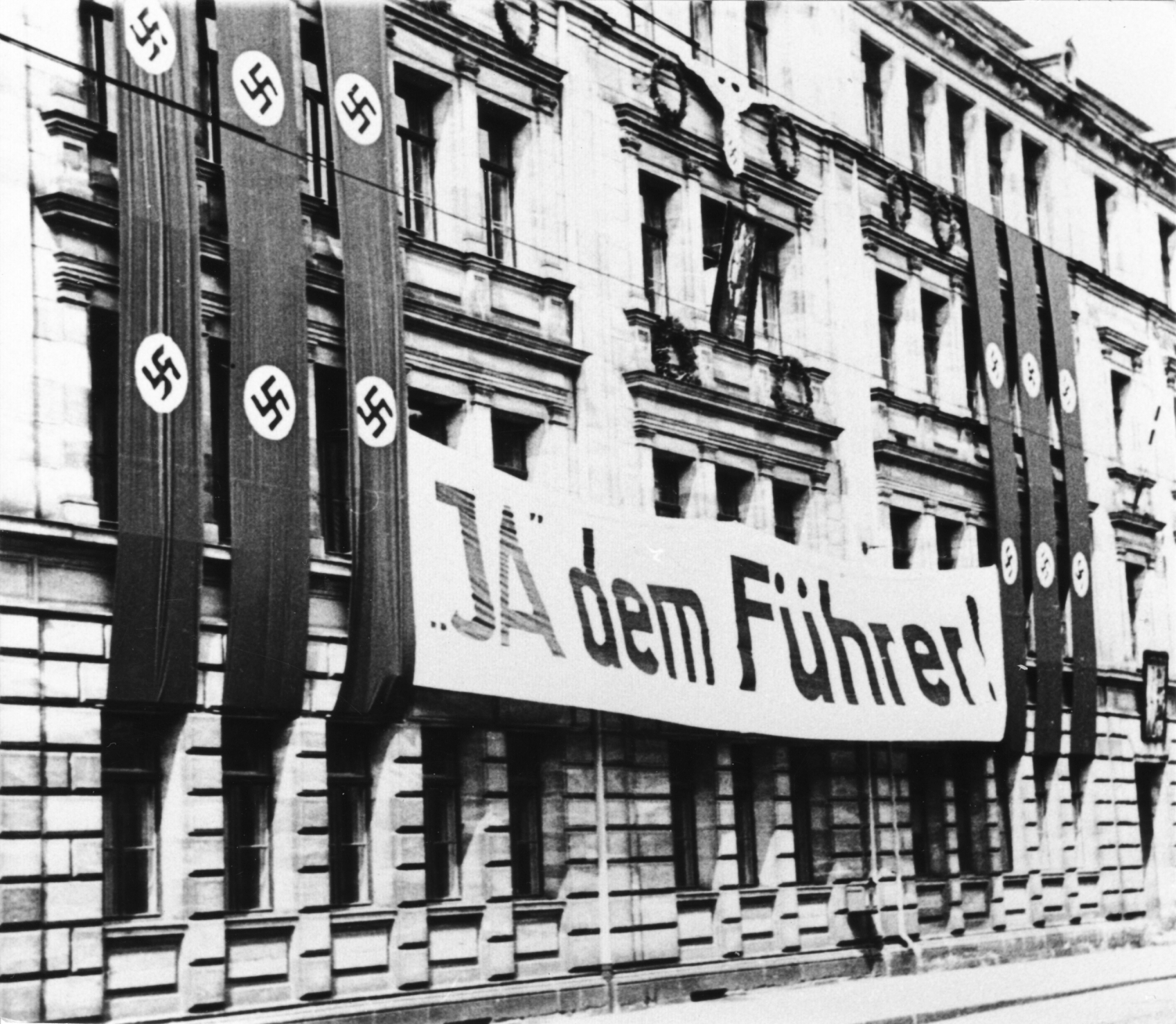
«Ja dem Führer» («Да фюреру»), баннер с нацистским лозунгом у здания школы в Фюрте для немецкого референдума 1934 года

Когда Гитлер приняли в партию в качестве её фюрера («вождя») в 1921 году, он настоял на добавлении слова «национал-социалист» к названию партии, которая до этого момента называлась просто Немецкой рабочей партией. Несмотря на то, что Гитлер и нацисты называли себя социалистами, они ими не были, и это использовалось исключительно в пропагандистских целях и для привлечения новых членов. Когда нацисты пришли к власти, они подавляли профсоюзы и преследовали левых противников, таких как коммунисты и социалисты, большинство репрессированных в первые годы правления Гитлера были сторонниками левых взглядов.
Газета руководителя нацистской пропаганды Йозефа Геббельса Der Angriff («Атака») сыграла большую роль в создании мифа о фюрере. Из-за этого мифа Гитлер казался мистическим многим членам нацистской партии. Гитлер считался образцом во всех отношениях: он считался одним из людей, рабочим и солдатом, который рисковал своей жизнью, сражаясь за Германию во время Первой мировой войны. После прихода к власти нацистов Гитлер ежегодно получал более 12 000 писем с восхищением и похвалой от немцев всех сословий и профессий со всей страны.

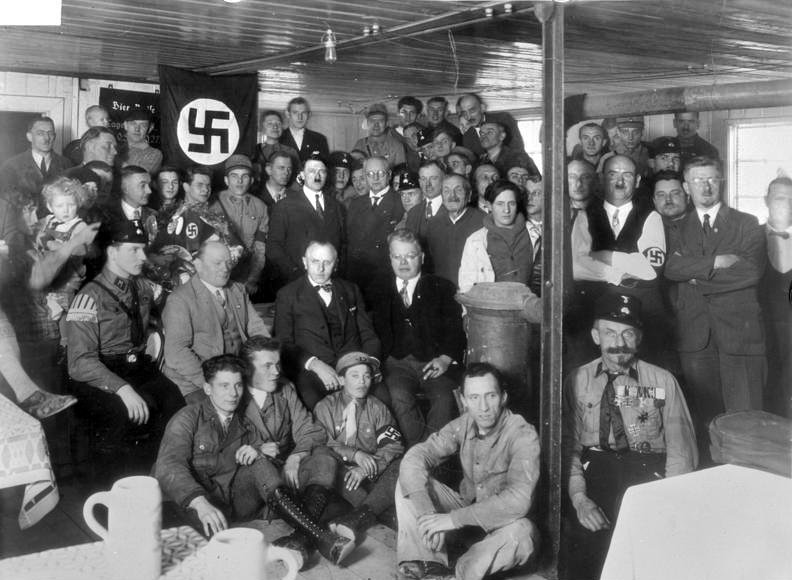
Гитлер с членами нацистской партии в 1930 году

Во время пяти избирательных кампаний в 1932 году нацистская газета Völkischer Beobachter изображала Гитлера как народного спасителя и того кто поведёт за собой народ. Во время кампаний Гитлер приобрёл квазирелигиозный статус внутри партии. Газета Völkischer Beobachter опубликовала заголовок «Национал-социалистическое движение — это возрождение немецкой нации», а в статье цитировались слова Гитлера: «Я считаю, что я — орудие природы для освобождения Германии». Точно так же Геббельс писал в Der Angriff, что Гитлер был «великим немцем, фюрером, пророком, борцом, последней надеждой масс, сияющим символом немецкой воли к свободе». Во время этих кампаний Гитлер стал первым политиком, проводившим кампанию по воздуху, летая из города в город под лозунгом Hitler über Deutschland («Гитлер над Германией»), иногда посещая до пяти городов в день, чтобы произносить речи перед мессой. аудитории. Харизматичные и завораживающие ораторские способности Гитлера сыграли важную роль в его влечении к немецкому народу. Ораторские способности Гитлера были усилены его способностью постоянно повышать высоту голоса, иногда на октавы, что приводило к крещендо; предполагалось, что это произошло в результате атаки горчичным газом, которая повредила его гортань во время мировой войны.
Культ лидера был замечен в нацистских пропагандистских фильмах Лени Рифеншталь, таких как «Триумф воли» 1935 года, который Гитлер приказал снять. В фильме показан Нюрнбергский митинг 1934 года, на котором присутствовало более 700 000 сторонников национал-социализма, и он является одним из первых примеров мифа о Гитлере, доказывающего реальную поддержку Гитлера в Германии. Мистицизм очевиден с самого начала, когда митинг заканчивается кульминацией, объединяющей Гитлера, нацистскую партию и немецкий народ, когда Рудольф Гесс говорит: «Партия это Гитлер. Но Гитлер — это Германия, точно так же, как Германия — это Гитлер. Гитлер! Зиг Хайль!»
В 1934 году избранный Гитлером преемник Герман Геринг сказал: «В этом человеке есть что-то мистическое, невыразимое, почти непостижимое, Мы любим Адольфа Гитлера, потому что глубоко и непоколебимо верим, что он был послан нам Богом, чтобы спасти Германию!».
Всей целью нацистской пропаганды являлось доказать немецкому народу величие Гитлера. Степень использования изображений Гитлера в нацистской пропаганде была подытожена в 1941 году, когда в нацистской кинохронике говорилось, что «кинохроника без изображений фюрера не считается соответствующей стандарту».

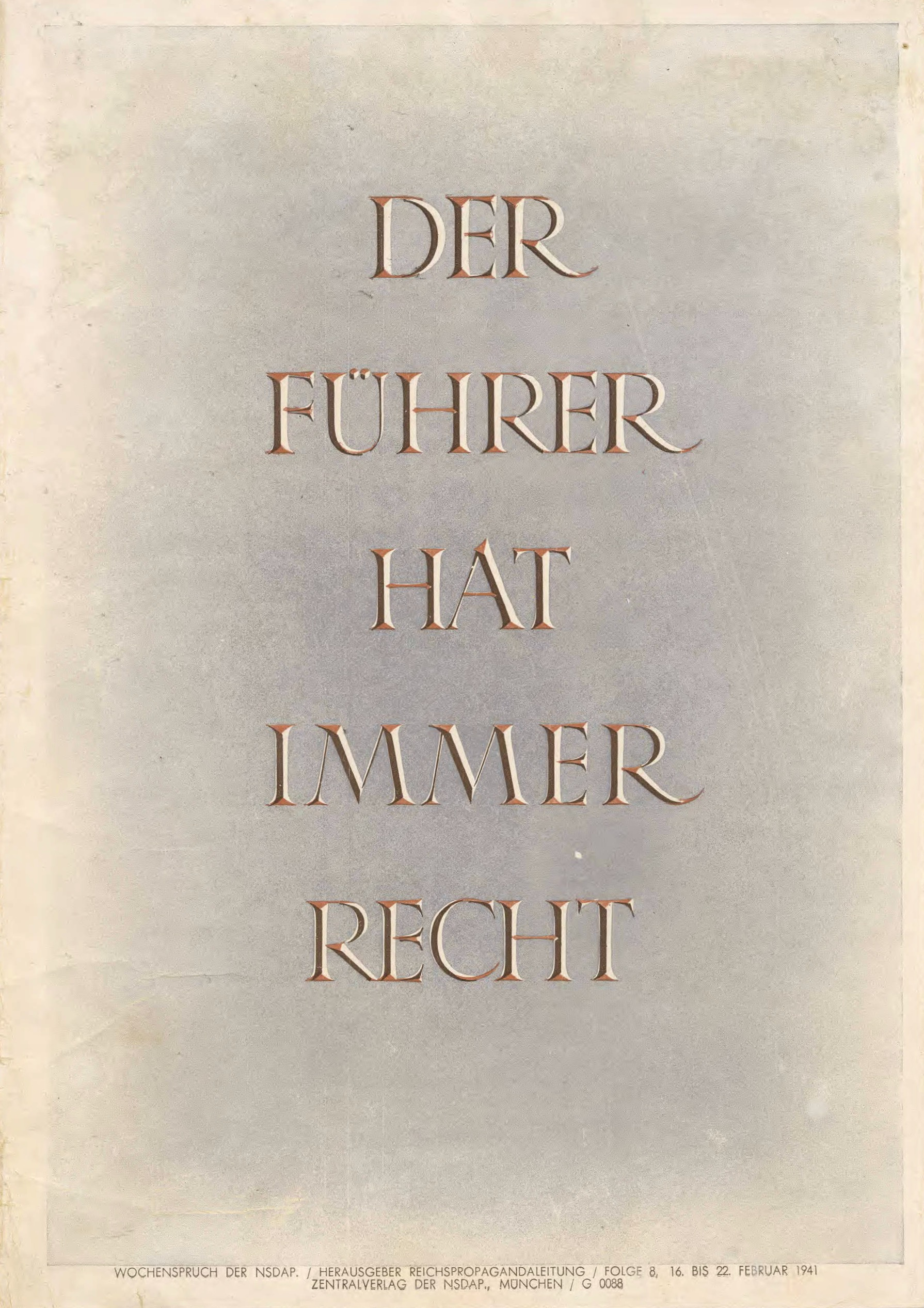
Стенгазета Wochenspruch der NSDAP от 16 февраля 1941 года опубликовала: «Фюрер всегда прав»

Хотя политическая идеология нацизма имела значение для самого Гитлера, многие члены нацистской партии были к ней равнодушны.

## Фюрерство
Фюрерство, принцип фюрера, (нем. Führerprinzip) — неофициальный основной принцип государственного строя нацистской Германии, который можно описать так: «слово фюрера выше всего писаного закона». Государственная политика, решения и бюрократия должны были придерживаться этого принципа. 

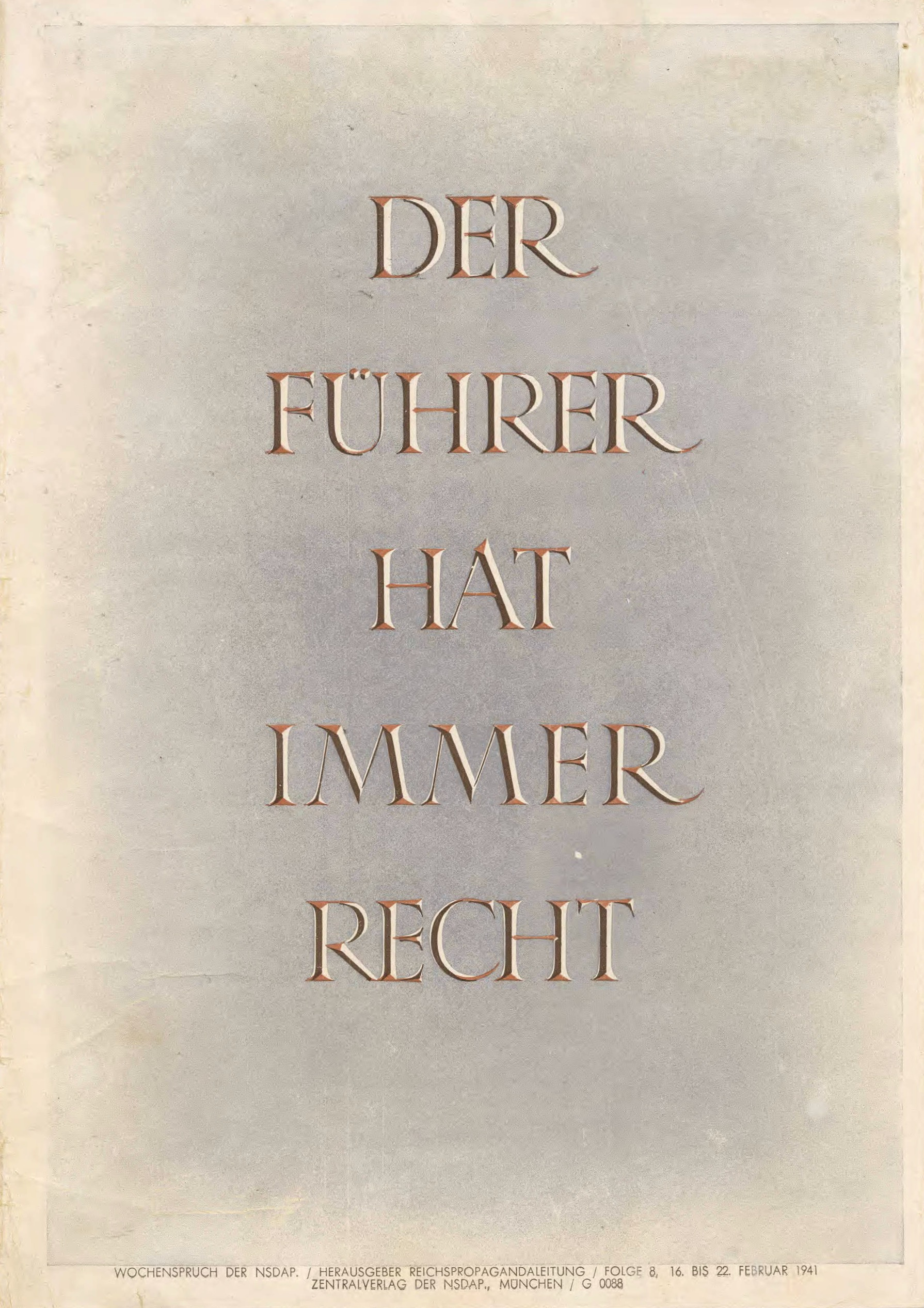
Стенная газета «Wochenspruch der NSDAP», 16 февраля 1941 г. «Фюрер всегда прав»

## Миф фюрера
«Миф о фюрере» использовала пропаганда, как и принцип фюрера, чтобы изобразить Гитлера как гения, стоящего выше партийной политики и полностью посвятившего себя защите немецкого народа от «еврейского большевизма» так и от внутренних проблем как центризм и либерализм которые были основным костяком Веймарской республики. В меньшей степени религия была включена в список деструктивных внутренних сил нацистов, но поскольку немецкий народ — как протестанты, так и католики — был очень привязан к своим религиозным верованиям, этот аспект нацистской идеологии был приглушен, и его представление был непоследовательным.

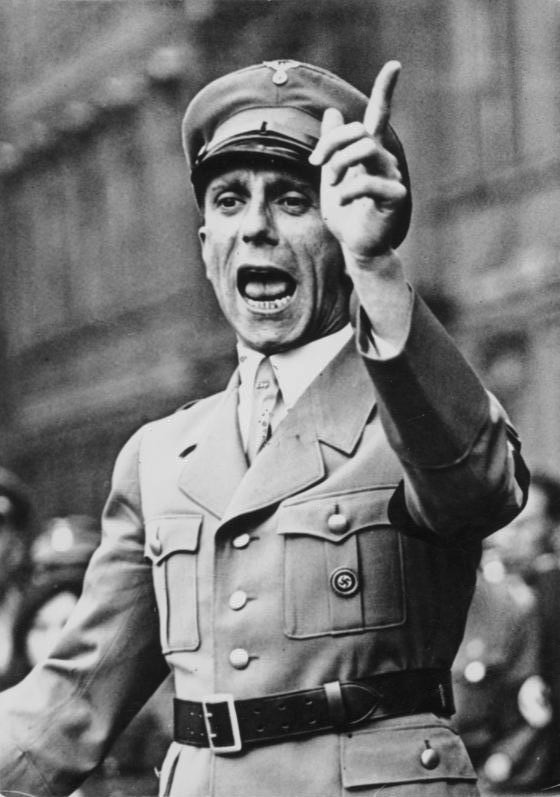
Министр нацистской пропаганды Йозеф Геббельс заявил в 1941 году, что одним из его величайших достижений было создание мифа о фюрере

В 1930-е годы популярность Гитлера во многом была связана с тем, что миф о фюрере был принят большинством немцев. Большинство немцев одобряли его социально-экономическую политику и драконовские меры против тех, кого считали «врагами» государства, потому что немецкому народу казалось то, что НСДАП могли решить все проблемы. Миф о фюрере позволил СС проводить террор среди немецкого населения, потому что это казалось вынужденной мерой. Этот миф помог немцам рассматривать Гитлера как государственного деятеля, который был полон решимости «спасти» Германию от бедствия "еврейского большевизма ", именно так нацисты и другие ультранационалисты относились к марксизму и коммунизму . В какой-то степени этот миф способствовал принятию или игнорированию немцами политики нацистов по отношению к евреям.
В 1941 году Йозеф Геббельс сказал чиновникам министерства пропаганды, что его величайшее достижение это «создание мифа, Гитлеру был дан ореол непогрешимости, в результате чего многие люди, которые косо смотрели на партию после 1933 года, теперь полностью доверяли Гитлеру». Наиболее важной темой нацистской пропаганды был культ вождя, изображавший Гитлера как харизматического лидера, спасшего Германию .
Этот миф также придавал легитимность нацизму как политической идеологии за рубежом. Хотя это было не так, миф подтверждал идею о том, что нацистам удалось интегрировать всех немцев в общество. Нацистам принадлежали все средства массовой информации, и они определяли, что немцы могли читать и смотреть.
Миф о фюрере был двусторонним явлением. С одной стороны, нацистская пропаганда постоянно работала над созданием образа Гитлера как героического деятеля, сделавшего все правильные решения. С другой стороны, это можно рассматривать как наблюдение за системами ценностей и этикой, которые были подписаны «высшим» руководством.
Культ лидерства, окружавший Гитлера, также препятствовал расколу партии, особенно после того, как Гитлер устранил своих соперников Эрнста Рёма и Грегора Штрассера в «Ночь длинных ножей». Фюрер был олицетворением идеологии партии и надежд народа на национальное спасение, общественность считала его безупречным, поэтому даже когда дела шли плохо, для окружения Гитлера было практически невозможным сместить его посредством переворота.

### Экономические аспекты
После Первой мировой войны Веймарская республика Германии сильно пострадала от гиперинфляции и последовавшей за ней Великой депрессии. Многим немцам было трудно отделить поражение Германии в войне от посторонних последствий последовавшего экономического коллапса, и в стране, не имевшей истории демократии, они были склонны винить в этом условия, изложенные союзниками в Версальском договоре и новую правительственную форму демократии в республике для их экономических проблем, вместо того, чтобы смотреть на первопричину, которой были мировые экономические условия.
Без очевидных экономических успехов начала 1930-х годов маловероятно, что миф о Гитлере смог бы так глубоко проникнуть в немецкое общество. Ирония в том, что экономические успехи не были делом рук Гитлера. Освобождение от обременительных военных репараций Германии, которые были уменьшены планом Дауэса в 1925 г., планом Юнга в 1929 г. и мораторием Гувера в 1931 г. и были отменены Лозаннской конференцией 1932. Одним из аспектов экономического подъёма Германии после вступления Гитлера в должность, за который он мог законно приписать себе заслугу, было влияние — как положительное, так и отрицательное — на немецкую экономику огромных расходов на перевооружение, включая массовое увеличение армии, строительство новых линкоров и подводных лодок, а также создание из Люфтваффе, ВВС Германии.
Рабочий класс был наименее восприимчив к мифу о Гитлере, поскольку у них по-прежнему была низкая заработная плата и большой рабочий день, что немецкое правительство не смогло исправить. . Средний класс извлёк наибольшую выгоду из явных экономических успехов и, несмотря на их критику, по крайней мере, до середины войны, они оставались самыми твёрдыми сторонниками Гитлера и нацистского режима.

### Внешняя политика и военные аспекты
Гитлер считался уникальной силой, стоящей за нацистским движением, человеком, вышедшим за пределы партийной политики и стремившимся объединить всех немцев в народное сообщество (Volksgemeinschaft). Несмотря на критику нацистского режима, очевидную в 1930-х годах, ранняя успешная внешняя политика Гитлера, в том числе отмена Версальский договора, усилила миф.
Вплоть до 1938 года этот миф помогал убедить большинство немцев в том, что Гитлер был убеждëнным политиком и патриотом, отстаивавшим права Германии на мировой арене. Перед началом Второй мировой войны миф о фюрере был почти завершён, но вся проблема заключалась в том, что Гитлер не успел показать себя как военного гения. Ещё до начала войны нацистская пропагандистская машина работала над тем, чтобы представить этот образ немецкому народу. Этому предшествовал миф о дипломатической и внешнеполитической гениальности Гитлера, порождённый его триумфами в ремилитаризации Рейнской области, аншлюсом с Австрией, получением Судетской области по соглашению с западными державами в Мюнхене и бескровным вторжением и разделом Чехословакии. В преддверии вторжения в Польшу министр иностранных дел Иоахим фон Риббентроп угрожал казнить любого из своих сотрудников, кто сомневался в победе Гитлера над Польшей за 2 дня.
В день 50-летия Гитлера 20 апреля 1939 года военный парад был призван изобразить его как «будущего военачальника, собирающего свои вооружённые силы». После начала войны 1 сентября 1939 года образ Гитлера как верховного военного лидера и военного гения стал доминировать в мифе больше, чем какой-либо другой его аспект.
Первые успехи привели к более глубокому уровню эмоциональной привязанности, потому что он, как говорили, представлял национальное сообщество и национальное величие и собирался превратить Германию в мировую державу.

### Правовые аспекты
Начиная с 1934—1935 годов миф о фюрере стал определять конституционное право нацистской Германии. Нацистский юрист Ганс Франк заявил: «Конституционный закон в Третьем рейхе является юридическим оформлением исторической воли фюрера».

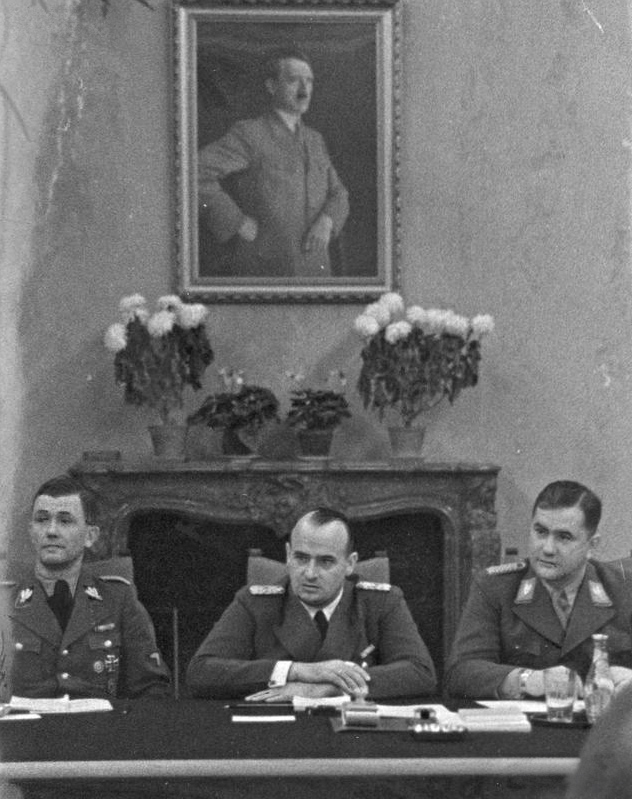
Ганс Франк (в центре) был одним из главных юристов, реализовавших волю Гитлера как закон нацистской Германии

Ещё 23 марта 1933 года Гитлер заявил, что основная причина принятия закона заключалась в том, что «наша судебная система должна, в первую очередь, служить сохранению народной общины», и предупредил, что «в будущем государственная и национальная измена будет истреблена с варварской беспощадностью».
Различные расовые определения «арийской», «немецкой крови» и т. д., использовавшиеся во времена нацистской Германии, как утверждается, были определены самим Гитлером, что побудило нацистского автора Андреаса Вейта написать, что «все с истинно немецким чутьем знают, что нужно благодарить Фюрер».
26 апреля 1942 года Гитлер выступил перед Рейхстагом с речью, в которой объявил себя верховным судьей немецкого народа, выживание немецкого народа не должно было быть связано никакими юридическими вопросами, он вмешивался, когда приговоры отменялись. не соответствуют тяжести преступлений, и заявил, что «с этого момента я приму участие в этих делах и направлю судьям приказ, чтобы они признали правильным то, что я приказываю».
28 августа 1942 года Гитлер издал указ, который позволил нацистскому юристу Отто Георгу Тираку сделать все необходимое, чтобы заставить судей следовать линии мышления и руководящих принципов Гитлера по вопросам.

### Религиозные аспекты

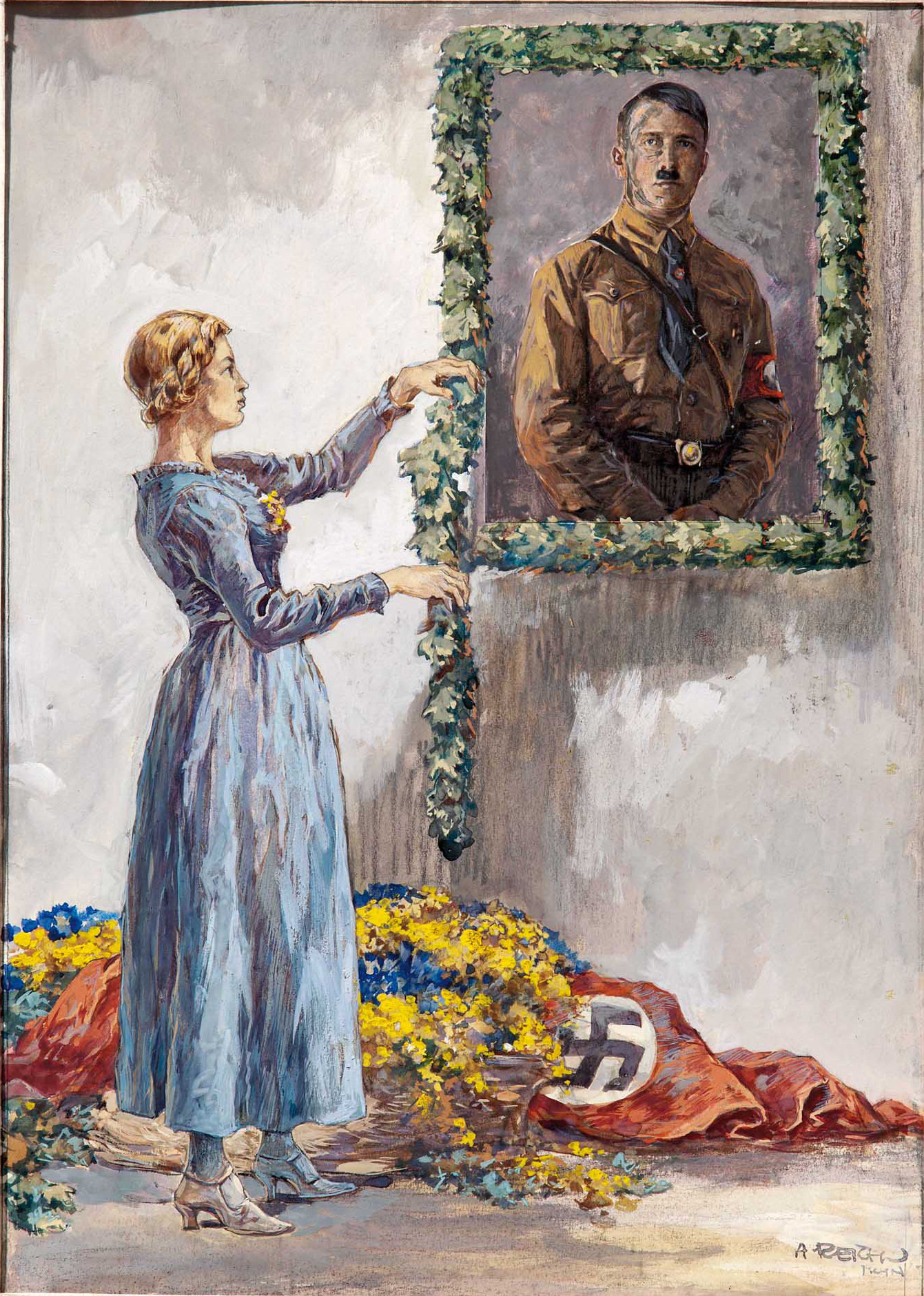
Картина с изображением Гитлера

Гитлер часто использовал в своих речах религиозные термины, такие как «воскрешение» немецкого народа, и заканчивал свои выступления словом «аминь». В 24-м пункте нацистской программы из 25 пунктов говорилось, что нацистская партия выступала за «позитивное христианство», и Гитлер подчёркивал свою приверженность христианству перед католической Центристской партией, чтобы убедить их проголосовать за Закон о полномочиях 1933 года. На самом деле многие нацисты, такие как Альфред Розенберг и Мартин Борман, были глубочайшими противниками религии и антихристианами. Получив полную власть, они предприняли наступление на церковь («Кирхенкампф»), особенно на католическую церковь. . Основная причина, по которой партия Гитлера не придерживалась антихристианской доктрины, это то что данная доктрина отвергла бы немецкий народ.
После нацистской ремилитаризации Рейнской области в марте 1936 года Гитлер заявил: «Я иду по пути, который диктует Провидение, с уверенностью лунатика». В мае 1936 года в Люстгартене он сказал: «Нам так повезло, что мы можем жить среди этих людей, и я горжусь тем, что являюсь вашим фюрером. Так горд, что не могу представить себе ничего в этом мире, способного убедить меня обменять его на что-то другое. Я скорее, в тысячу раз скорее, буду последним вашим национальным товарищем, чем королём где-либо ещё. И эта гордость наполняет меня сегодня прежде всего».

## Гитлер и немецкая молодёжь
Нацистская пропаганда внушила немецкой молодёжи, особенно членам Гитлерюгенда. Им сказали, что все они принадлежат к одному бесклассовому народному сообществу, и их групповая идентичность укреплялась за счёт совместных маршей, пения и кемпинга. Гитлер изображался как их отец, который всегда будет защищать их. Благодаря интенсивной пропаганде нацисты смогли контролировать как общественные, так и частные взгляды и поведение молодёжи. Немецкая молодёжь была наиболее ярыми сторонниками Гитлера, и были наиболее восприимчивыми к мифу о фюрере. Одиннадцатилетним, вступающим в Deutsches Jungvolk, в первый день призыва говорили: «С сегодняшнего дня ваша жизнь принадлежит фюреру».

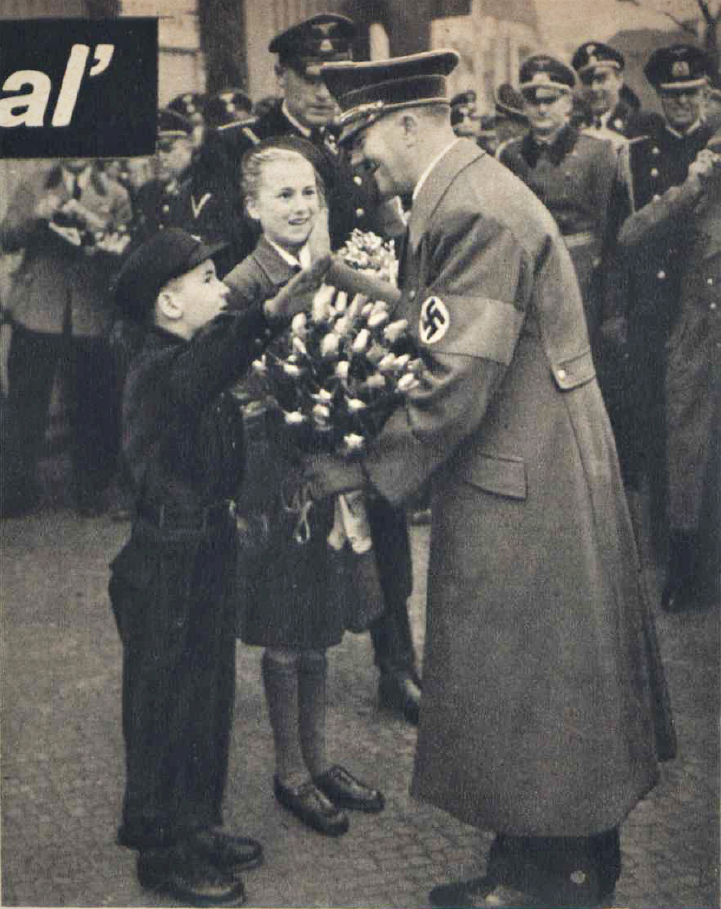
Гитлеру дарят цветы члены Гитлерюгенда

Генрих Гофман, который был личным фотографом Гитлера, в 1934 году опубликовал книгу «Молодёжь вокруг Гитлера», которая была призвана показать, что Гитлер заботился о детях .
Как показано в «Триумфе воли», Гитлер выступил с речью перед Гитлерюгендом в Нюрнберге и сказал: «Мы хотим быть единой нацией, и вы, моя молодёжь, должны стать этой нацией. Мы не желаем в будущем видеть классы и касты, и вы не должны позволять им развиваться среди вас. Однажды мы хотим увидеть одну нацию».
Нацистская пропаганда внушала членам Гитлерюгенда осуждать любого, кто проявляет любую форму критики в адрес нацистского режима. Им внушили расовые мифы об арийском превосходстве, о том, что они принадлежат к высшей расе, и что евреи были низшей расой, разрушающей культуры. Нацисты требовали, чтобы во всех школах преподавали изучение предполагаемой превосходящей немецкой культуры, которое подчёркивало превосходство тевтонов и поощряло молодёжь изучать немецкую историю, литературу, вещи, связанные с нордической расой, сохранением своего арийского происхождения.
Члены Гитлерюгенда оставались верными Гитлеру, даже когда культ Гитлера рухнул. В 1943 году, когда немцы начали терпеть военные поражения, отчёты Службы безопасности СС (СД) предполагают, что многие члены Гитлерюгенда больше не демонстрировали веру в нацистскую партию, но имели веру только в Адольфа Гитлера; в одном отчёте отмечалось, что «фюрер не является представителем партии, а в первую очередь фюрером государства и, прежде всего, верховным главнокомандующим вермахта».

## Конец культа

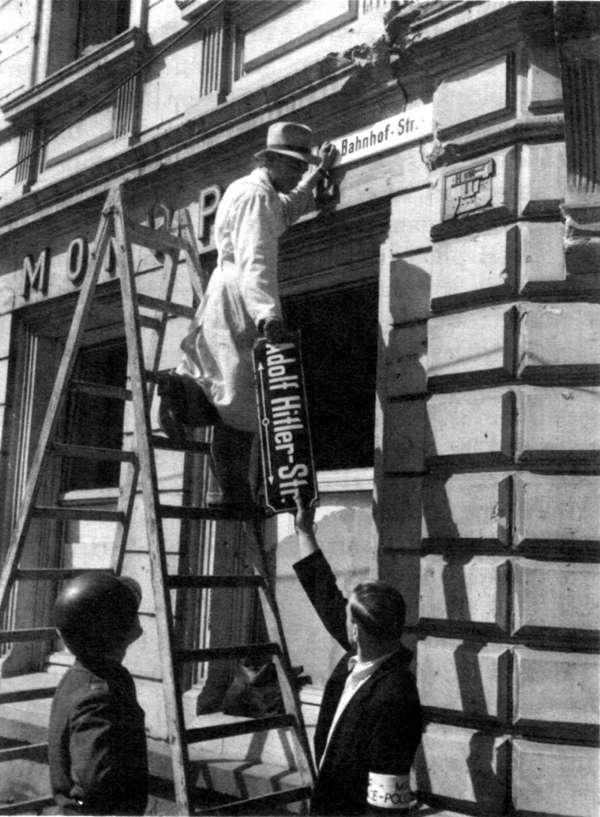
Рабочие снимают вывеску с бывшей «Адольф Гитлер-штрассе» (сегодня «Штайнбрюкштрассе») в Трире, Германия, 12 мая 1945 года

Миф о фюрере начал разоблачаться после того, как Гитлер начал проигрывать на советском фронте, особенно после провала в битве под Сталинградом. Утверждение о том, что Гитлер был военным гением, после его успешных побед в блицкриге на Западе оказалось ложным, хотя сам Гитлер винил в поражениях своих генералов. Впервые Гитлер стал лично обвинённым в развязывании войны. Гитлер стал более замкнутым и редко разговаривал с немецким народом в дальнейшем. Геббельс пытался изобразить Гитлера как эквивалент Фридриха Великого, который в конечном итоге победит, несмотря на все неудачи; однако к этому времени большинство немцев осознало, что они проиграют войну, и ранняя привлекательность Гитлера для них была почти полностью потеряна. Привлекательность мифа о Гитлере оставалась сильной среди немецкой молодёжи больше, чем среди других немцев, поскольку они более десяти лет находились под влиянием нацистской пропаганды. Бойцы «старой гвардии», которые были верными сторонниками Гитлера в первые годы становления партии, были одними из последних, кто остался верным Гитлеру, даже после окончания войны. Эти бойцы в основном состояли из людей, которые так или иначе получали личную выгоду от нацистского режима. Отношение к Гитлеру зависело от того, казалась ли военная победа в обозримом будущем возможной или нет. Вплоть до конца нацистской Германии оставалось некоторое число немцев, сохранявших «непоколебимую веру» в миф.
По словам историка Лизы Пайн, на последнем этапе Второй мировой войны миф о фюрере «полностью рухнул». Немногие немецкие гражданские лица оплакивали самоубийство Гитлера в 1945 году, поскольку они были слишком опечалены очередным крахом Германии в войне. По словам биографа Гитлера Джона Толанда, нацизм «лопнул, как мыльный пузырь» без своего лидера.

## Комментарии
1. ↑  British historian Richard J. Evans wrote, "Despite the change of name, however, it would be wrong to see Nazism as a form of, or an outgrowth from, socialism….Nazism was in some ways an extreme counter-ideology to socialism".[9] British historian Ian Kershaw wrote, "He [Hitler] was wholly ignorant of any formal understanding of the principles of economics. For him, as he stated to the industrialists, economics was of secondary importance, entirely subordinated to politics. His crude social-Darwinism dictated his approach to the economy, as it did his entire political “world-view.” Since struggle among nations would be decisive for future survival, Germany’s economy had to be subordinated to the preparation, then carrying out, of this struggle. This meant that liberal ideas of economic competition had to be replaced by the subjection of the economy to the dictates of the national interest. Similarly, any “socialist” ideas in the Nazi programme had to follow the same dictates. Hitler was never a socialist. But although he upheld private property, individual entrepreneurship, and economic competition, and disapproved of trade unions and workers’ interference in the freedom of owners and managers to run their concerns, the state, not the market, would determine the shape of economic development. Capitalism was, therefore, left in place. But in operation it was turned into an adjunct of the state."[10]